# Risveglio domenicale
Risveglio domenicale (Κυριακάτικο Ξύπνημα) è un film greco del 1954 diretto da Michael Cacoyannis.